# Sobretudo

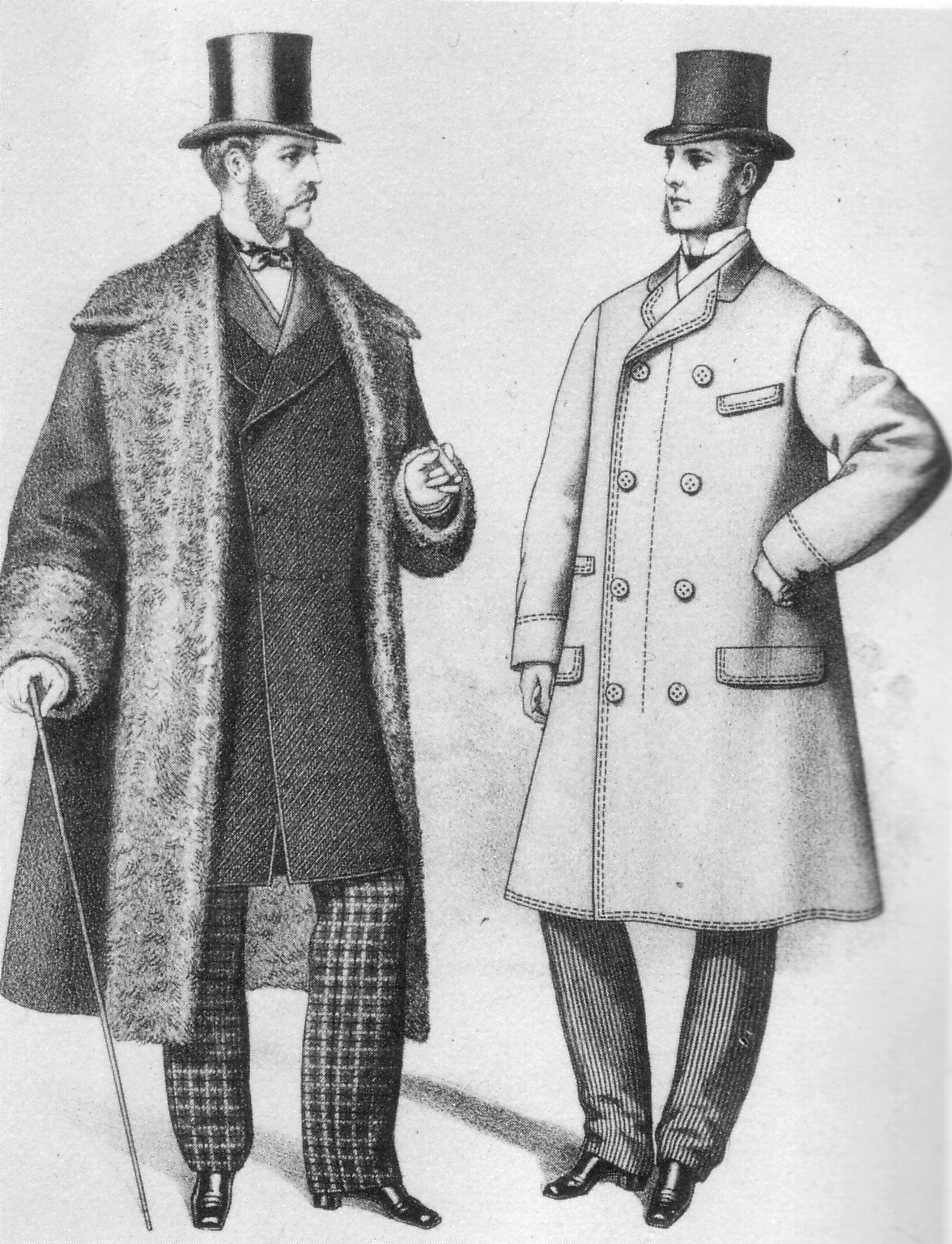
Desenho de dois homens usando sobretudos no século XIX.

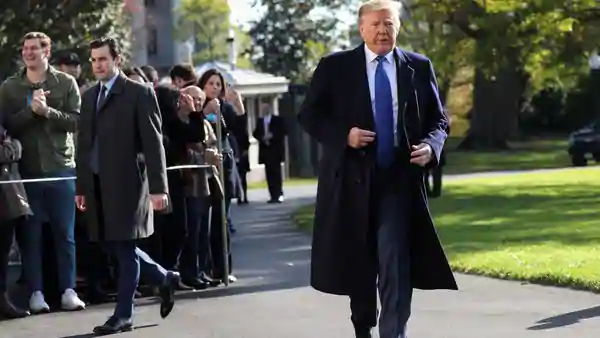
O ex-presidente dos Estados Unidos Donald Trump ocasionalmente usa o sobretudo, (trench coat) em inglês.

O sobretudo é um tipo de casaco destinado a ser usado como vestuário exterior, que geralmente se estende abaixo do joelho. Sobretudos são normalmente usados no inverno para aquecer mais.
Há um mito de que o Sobretudo foi vestido por soldados nas trincheiras lamacentas da Primeira Guerra Mundial, dando à roupa seu nome e apelo áspero. Na realidade, ele evoluiu de casacos impermeáveis criados pelo químico e inventor escocês Charles Macintosh e pelo inventor britânico Thomas Hancock (fundador da indústria britânica da borracha) no início da década de 1820. E aqueles que o usaram durante a guerra eram principalmente oficiais e superiores, que compravam o trench por conta própria para incorporá-lo aos seus uniformes - uma marca de distinção social e classe, mesmo no exército.